# Ахмед Абду
Ахмед Абду (нар. 1936) — коморський політик, дванадцятий голова уряду Коморських Островів.

## Політична кар'єра
До здобуття країною незалежності очолював міністерство фінансів автономного уряду французьких Коморських Островів. Після двадцятирічної перерви Абду знову здійнявся на верхівку влади, ставши прем'єр-міністром.
У травні 1997 року почались протести проти кабінету, на чолі якого перебував Абду, втім голова уряду зумів виграти голосування в парламенті щодо його відставки. В серпні того ж року країна опинилась у черговій кризі через вихід зі складу Союзу двох островів, у тому числі й рідного острова прем'єра — Анжуану. Через це вже на початку вересня 1997 року Ахмед Абду був змушений вийти у відставку.